# Света Троица (Драма)
Вижте пояснителната страница за други значения на Света Троица.
„Света Троица“ (на гръцки: Αγίας Τριάδας) е православна църква в македонския град Драма, Егейска Македония, Гърция.
Църквата е разположена в едноименната махала Агия Триада, в която преди 1922 година живее турско население. Построена е като джамия и е наричана Куршум или Куршумлу джамия (на турски: Kurşun, Kurşunlu Camii), тоест Оловната джамия. Сградата се състои от наос и портик с четири колони и три арки. На югозападната страна е запазена многоъгълната основа на минарето. В квартала на църквата са запазени няколко традиционни къщи.